# Струнный квартет № 2 (Прокофьев)
Струнный квартет № 2 фа мажор, соч. 92 (также именуется Кабардинским квартетом) — струнный квартет Сергея Прокофьева, написанный им на мотив кабардинских  песен в ноябре 1941 года во время эвакуации в Нальчик и впервые исполненный перед публикой в Москве 5 сентября 1942 года Квартетом имени Бетховена.

## История создания
Большая часть советских артистов, включая Сергея Сергеевича Прокофьева, после того, как в 1941 году Гитлеровская Германия нарушила пакт о ненападении и вторглась в Советский Союз, была эвакуирована из крупных городов. 8 августа 1941 года музыкант наряду с Николаем Мясковским и другими коллегами был направлен в Нальчик. Председатель местного Управления по делам искусства в надежде «положить начало кабардинской музыке» предоставил композиторам множество образцов кабардинского музыкального фольклора. Результатом труда с готовностью откликнувшихся на предложение гостей стали симфония № 23 Мясковского и Струнный квартет № 2 Прокофьева.
Впервые Кабардинский квартет Прокофьева был исполнен в Малом зале Московской консерватории 5 сентября 1942 года Квартетом имени Бетховена. Из-за прозвучавшей воздушной тревоги концерт начался с опозданием, лишь после того, как публика провела положенное время в бомбоубежище.
24 июня 1945 года произведение впервые прозвучало на радио в США в исполнении струнного квартета Симфонического оркестра NBC, состоявшего в этот период из Миши Мишакова, Даниэля Гиле, Карлтона Кули и Бенара Хейфеца (трое из четырёх музыкантов приехали в США из России). Квартет имел успех у американской публики, о чём автору поведал композитор Сергей Кусевицкий.

## Музыка
Струнный квартет состоит из трёх частей общей длительностью 20—25 минут: 
- I. Allegro sostenuto
- II. Adagio
- III. Allegro

Практически все темы квартета заимствованы из песен и инструментальных наигрышей Кабарды: для первой части автор отобрал танец «Удж стариков» и песню «Сосруко», для второй части — «Удж хацаца» и популярную лезгинку «Исламей», для финала — песню-танец «Гетигежев Огурби».

## Критика
По словам музыкального критика и музыковеда Бориса Асафьева Кабардинский квартет отличается исключительной тембровой оригинальностью, партии струнных в нём тонко имитируют звучания народных инструментов Кавказа. Он отмечает в произведении блеск квартетной инструментовки, силу и свежесть экспрессии и новизну ритмического развития.
Музыковед Израиль Владимирович Нестьев при анализе второго квартета сравнивает Прокофьева с Глинкой или Балакиревым, также слышавшими музыку Кавказа «в натуре»: композитор по-своему претворял особенности фольклора, обновляя и осовременивая народную традицию средствами «нешаблонной гармонизации», в чём проявилось его собственное и вполне самобытное восприятие грозной романтики Кавказа.